# Kertész Gábor
Kertész Gábor, 1917-ig Kaminer Oszkár, külföldön: Gabriel Curtiz (Budapest, Erzsébetváros, 1903. október 16. – Los Angeles, 1985. október 28.) magyar színész. Kertész Mihály filmrendező testvéröccse.

## Élete
Kaminer Izsák (Ignác) szobafestő, dohánytőzsdés és Natt Golde (Nath Aranka Aurélia) gyermekeként született a Wesselényi utca 33. szám alatt. Egy évig az Országos Színészegyesület színiiskolájában tanult, majd 1921-től Kaposváron játszott Mariházy Miklós társulatában. 1923–1924-ben a budai Várszínház tagja volt. 1924 őszétől Miklósy Gábor színtársulatában Nagykőrösön és Gyöngyösön szerepelt, majd 1926-ban Miskolcra szerződött. 1926 őszétől 1930-ig a budapesti Városi Színház tagja volt, de fellépett a Budai Színkörben is. 1931–32-ben a Fővárosi Operettszínházban szerepelt, ahol nagy sikert aratott Honthy Hanna partnereként. 1933-ban a Király Színházban szerepelt, majd olaszországi turnéra indult. 1934-ben a Royal Orfeumban, a Pesti Színházban és a Fővárosi Operettszínházban, 1935-ben a Budai Színkörben és a Király Színházban, 1936 és 1938 között a Városi Színházban és az Erzsébetvárosi Színházban lépett fel. 1939-ben az Egyesült Államokba emigrált, ahol bátyja segítségével filmekben és a televízióban szerepelt, illetve dolgozott segédrendezőként, vágóként és díszlettervezőként is.

## Szerepei

### Főbb színházi szerepei
- Brodszky Miklós: Szökik az asszony – Péter
- Fényes Szabolcs: Maya – Charlie
- Lehár Ferenc: A víg özvegy – Danilo

### Filmszerepei
- Kacagó asszony (1930)
- A repülő arany (1932) – George K. George rablóvezér
- Kísértetek vonata (1933) – Price
- Pardon, tévedtem! (1934, magyar-amerikai-német) – Tini vőlegénye
- Rotschild leánya (1934) – Sátori Tamás fotóriporter
- Pesti mese (1937) – banktisztviselő
- Death of a Scoundrel (1956) – Max Freundlich
- The girl in the Kremlin (1957) – Dr. Petrov
- Rabbi a vadnyugaton (The Frisco Kid, 1979) – Rabbi